# محمود نیکبخت

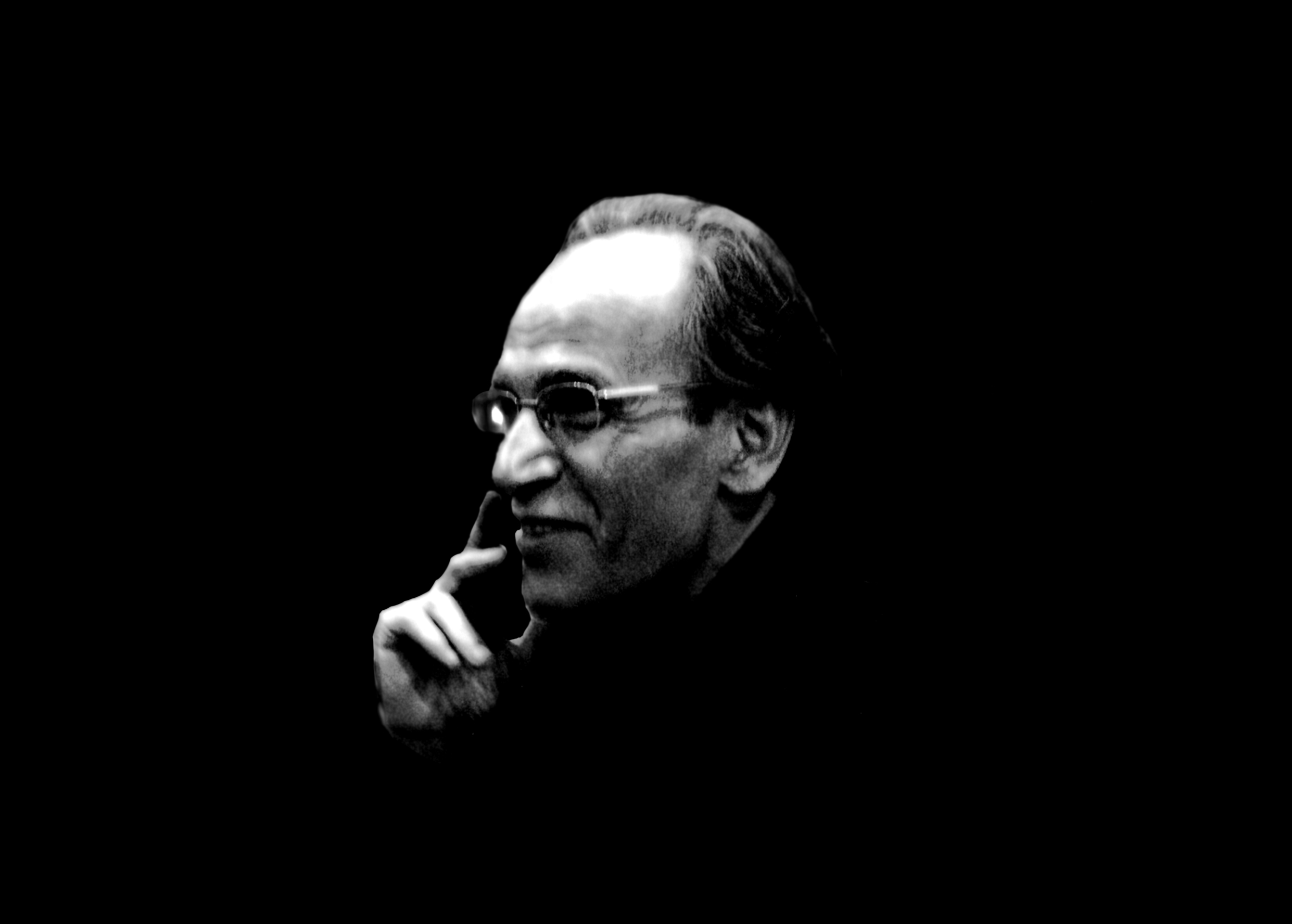
محمود نیکبخت در ۲۰۱۰

محمود نیکبخت (۱۰ مرداد ۱۳۳۰ – ۳ خرداد ۱۴۰۰) منتقد ادبی، شاعر و مترجم معاصر ایرانی اهل اصفهان بود.
او در ابتدای کار نویسندگی‌اش از چهره‌های سرشناس جنگ اصفهان بود و با آثاری که بعد از جنگ اصفهان به چاپ رساند همان تدقیق و نقد دیالکتیکی مختص خویش را همواره به تکامل رسانیده‌بود. چنانچه کتاب از گمشدگی تا رهایی نتیجهٔ همان مقالهٔ «نقبی به سوی نور» است که در جنگ اصفهان به چاپ رسیده بود.
ترجمه‌های وی از زبان انگلیسی بود اما نه فقط از شاعران انگلیسی زبان، بلکه از شاعران دیگر زبان‌ها از جمله ایتالیایی و فرانسوی نیز ترجمه‌هایی کرده‌بود.
محمود نیکبخت همچنین داور مرحله نهایی چهارمین دوره جایزه شعر احمد شاملو بودند که در سال ۱۳۹۷ برگزار شد .

### مقاله و نقد

#### کتاب‌های انتقادی
- بوطیقای بوف‌کور: روایت‌شناسی روان‌گسیختگی در تکنیک بوف‌کور، محمود نیکبخت، نشر گمان، ۱۳۹۵
- از اندیشه تا شعر: مشکل شاملو در شعر، محمود نیکبخت، انتشارات هشت بهشت، ۱۳۷۴
- از گمشدگی تا رهایی: شعر و زندگی فروغ فرخزاد، محمودنیکبخت، انتشارات مشعل، ۱۳۷۲

#### مقالات انتقادی
- دربرزخ دیروز و امروز: بررسی شعر محمد حقوقی و چگونگی شناخت وی از نیما، کتاب شعر، جلد اول، ۱۳۷۰
- بررسی مجموعه شعر "غراب‌های سپید" از "ضیا موحد"، کتاب شعر، جلد دوم، ۱۳۷۳
- بخشی از فصل اول کتاب "بهرام صادقی: پیشتاز صناعتی خاص در داستان کوتاه، عصر پنجشنبه ۳۵–۳۶، ۱۳۸۰
- نقبی به سوی نور، دربارهٔ فروغ فرخزاد، جنگ اصفهان، دفتر یازدهم، ۱۳۶۰
- شرحی بر ساختار داستان "با کمال تاسف" بهرام صادقی، جنگ پردیس، شماره اول، ۱۳۸۴
- بهرام صادقی در گفت و گوی شماری از یاران جنگ اصفهان (احمد اخوت، یونس تراکمه، کیوان قدرخواه، احمد میرعلایی و محمود نیک‌بخت)، جنگ پردیس، شماره اول، ۱۳۸۴
- اوج صناعت شعری نیما: شرحی بر چگونگی صناعت و ساختارشعر "در پیش کومه‌ام" نیما یوشیج، جنگ پردیس، شماره ۲–۳، ۱۳۸۶
- پاره‌ای از درآمد کتاب "روایت‌شناسی و صناعت‌شناسی بوف کور: بررسی چگونگی شناخت "جلال ال احمد" و "هوشنگ گلشیری" از بوف کور"صادق هدایت"، جنگ پردیس، شماره ۲–۳، ۱۳۸۶

### ترجمه

#### کتاب
- جوزپه اونگارتی: شعر و زندگی اونگارتی، ترجمه محمود نیکبخت، مؤسسه انتشارات بهینه، چاپ اول، ۱۳۷۰
- آناباز، سن ژون پرس: شاعر صبح جهان، ترجمه محمد مهریار. محمود نیکبخت، انتشارات فردا، چاپ اول، ۱۳۸۰

#### مقاله و شعر
- "آشنایی با اونگارتی"(ترجمهٔ چند شعر با مقاله‌ای از پاتریک کریگ)، رودکی ۶۷، خرداد ۱۳۵۶
- چند شعر ازرافائل آلبرتی، جنگ اصفهان، دفتر یازدهم، ۱۳۶۰
- ازرا پوند، مقاله "تصویر گرایی"، کتاب شعر، جلد اول، ۱۳۷۰
- تی.ای. هیوم، مقاله "دیدگاه رمانتیک و کلاسیک نو "(فصل مهمی از کتاب "تفکرات")، کتاب شعر، جلد اول، ۱۳۷۰
- اوکتاویو پاز، مقاله "سنگ زی، پادداشتهایی دربارهٔ ویلیام کارلوس ویلیامز"، کتاب شعر، جلد اول، ۱۳۷۰
- ازرا پوند، شعر "سینو"، کتاب شعر، جلد دوم، ۱۳۷۳
- زیبگینو هربرت، شعر "هفتمین فرشته"، کتاب شعر، جلد دوم، ۱۳۷۳
- میروسلاو هلاب، ژیتوی شعبده باز (ترجمه با محمد مهریار)، کتاب شعر، جلد دوم، ۱۳۷۳

### شعر
- نمی‌دانم از که می‌گویم، کتاب شعر، جلد اول، ۱۳۷۰
- این درخت کویری ما، کتاب شعر، جلد اول، ۱۳۷۰
- این خانه نمور است، کتاب شعر، جلد اول، ۱۳۷۰
- هنوز، کتاب شعر، جلد اول، ۱۳۷۰
- با مهر برای بانوک، کتاب شعر، جلد اول، ۱۳۷۰
- من دریای تو را یافتم (شعر بلند)، کتاب شعر، جلد دوم، ۱۳۷۳

### سردبیری
- جنگ پردیس (فصلنامه زبان و ادبیات)، سردبیر: محمود نیکبخت، شماره۱، بهار ۱۳۸۴
- جنگ پردیس (فصلنامه زبان و ادبیات)، سردبیر: محمود نیکبخت، شماره۲و۳، تابستان ۱۳۸۶

### زیر نظر نیکبخت
- کتاب شعر، جلد اول، زیر نظر محمود نیکبخت، انتشارات مشعل، چاپ اول ۱۳۷۰
- کتاب شعر، جلد دوم، زیر نظر محمود نیکبخت، انتشارات مشعل، چاپ اول ۱۳۷۳

### داوری جوایز
داور مرحله نهایی چهارمین دوره جایزه شعر احمد شاملو در سال ۱۳۹۷  